# ميغ ديفيس
ميغ ديفيس (بالإنجليزية: Meg Davis)‏ هي مغنية أمريكية، ولدت في 1953.

## وصلات خارجية
- ميغ ديفيس على موقع ميوزك برينز (الإنجليزية)
- ميغ ديفيس على موقع ديسكوغز (الإنجليزية)